# Parvine Curie
Parvine Pierson, dite Parvine Curie, née le 3 février 1936 à Nancy, est une sculptrice française non figurative appartenant à la nouvelle École de Paris.

## Biographie
Parvine Curie, d'origine franco-iranienne, naît à Nancy mais passe sa jeunesse à Troyes, fait ses études à Bordeaux, passe son baccalauréat à Paris, où ses parents tiennent une pharmacie, avant d'effectuer de nombreux voyages, notamment en Espagne.
En 1957, elle découvre l'art catalan et décide de s'installer à Barcelone où ses premières sculptures voient le jour. Elle vit avec le sculpteur catalan Marcel Marti avec qui elle a en 1959 un fils, David Marti qui sera poète et peintre. En 1960, elle présente sa première exposition personnelle à l'Institut français de Barcelone.
En 1970, Parvine Curie occupe un atelier dans la Cité internationale des arts à Paris. Elle présente au salon de la jeune sculpture dans le jardin du Luxembourg Première mère, un assemblage de planches collées, peintes en noir et rehaussées de laiton,. Cette œuvre est remarquée par le sculpteur François Stahly qui y reconnaît une grande affinité avec son travail de l'époque. Elle s'installe avec lui et son épouse dans l'atelier collectif de Crestet dans le Vaucluse puis à Meudon.
Alors qu'elle pratiquait jusqu'alors la sculpture en autodidacte, elle y reprend une formation de base. Elle y crée Mère murs qui initie une série de Mères. En effet, suivront Mère citadelle et Mère croix. En 1973, elle s'installe pour six mois avec François Stahly à Albany aux États-Unis. Les paysages des montagnes Rocheuses et la découverte des civilisations précolombiennes influencent alors fortement son œuvre. Mais les États-Unis ne sont pas le seul pays qu'elle découvre. Elle voyage au Mexique, au Guatemala, au Maroc, en Inde, Égypte, Yougoslavie et Grèce. La Grèce est un pays où elle se rend souvent pour travailler avec le fondeur Theodoros Papadopoulos.

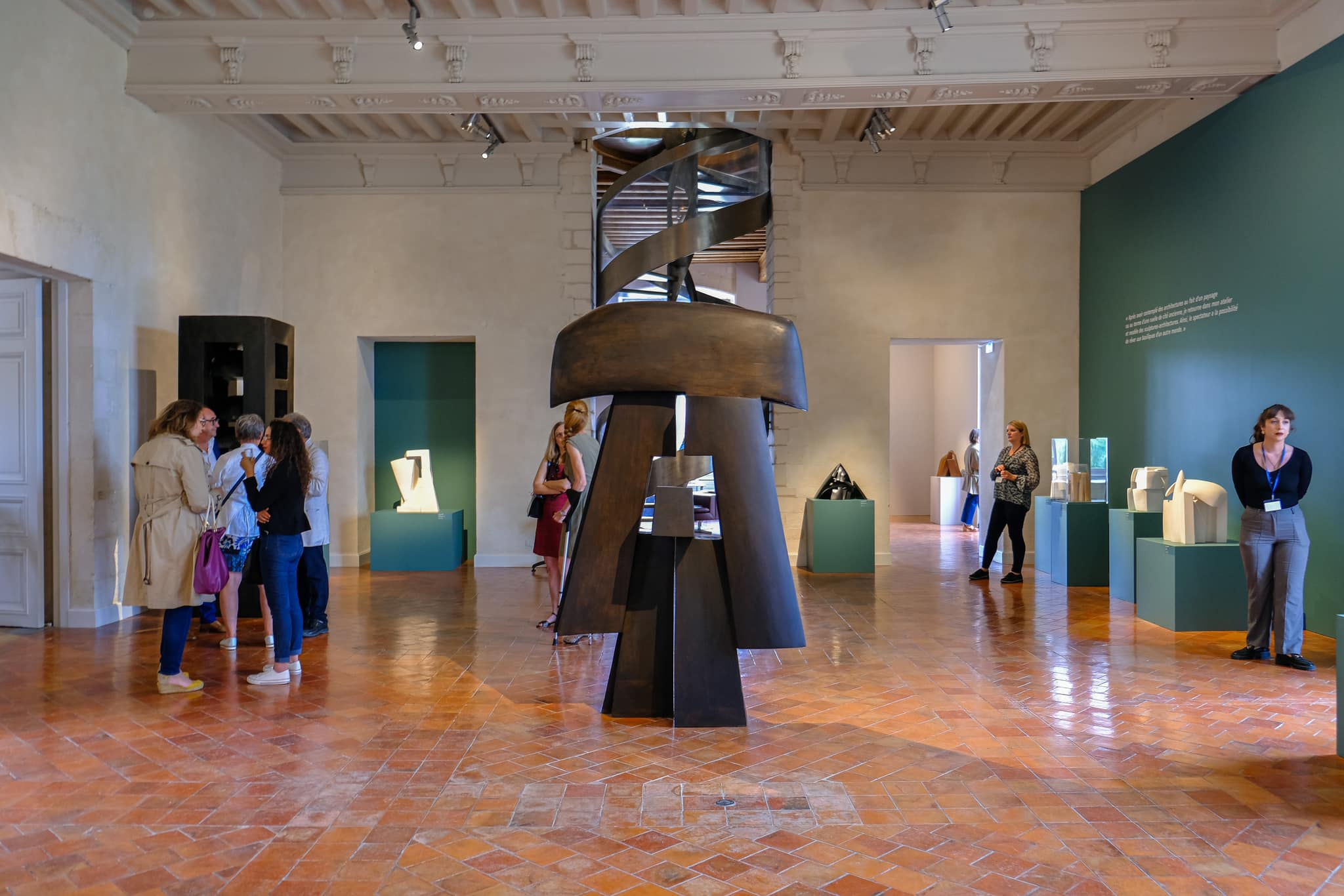
Rétrospective de Parvine Curie au musée d'Art moderne de Troyes en 2023

De retour en France, elle reçoit sa première commande publique placée au collège Pierre-Bégon à Blois. Suit une œuvre, Mère Anatolica, placée dans la cour du collège Pierre-de-Coubertin, à Chevreuse où étudiera Pierre Huyghe en 1975. Cette sculpture hiératique sera en partie à l'origine de la carrière du sculpteur.
À partir de 1975, elle est la compagne de François Stahly. En 1979, elle reçoit le prix Bourdelle et, en 1980, elle crée Mère cathédrale achetée par la ville de Paris et placée dans le musée de la sculpture en plein air lors de son inauguration en 1980.
Son œuvre est maintenant l'objet de rétrospectives (à Angers en 2012, à Troyes en 2023-2024) ou d'installations pérennes comme le sentier, composé de treize sculptures réalisées entre 1972 et 1990, du jardin du musée de Meudon.

### Distinction
- 2021 :  Officier de l'ordre des Arts et des Lettres[7]

## Œuvre
Les sculptures de Parvine Curie sont dépouillées et austères par la pureté de leurs lignes et de leurs matériaux. Elle s'inspire des lieux qu'elle a visités et de leur architecture, que ce soit l'art Maya, les Celtes, l'art des églises, les pyramides, les temples hindous, les habitations troglodytiques de Matmata. Ces lieux renvoient « aux dédales de Gaïa, au ventre de la Terre mère ».

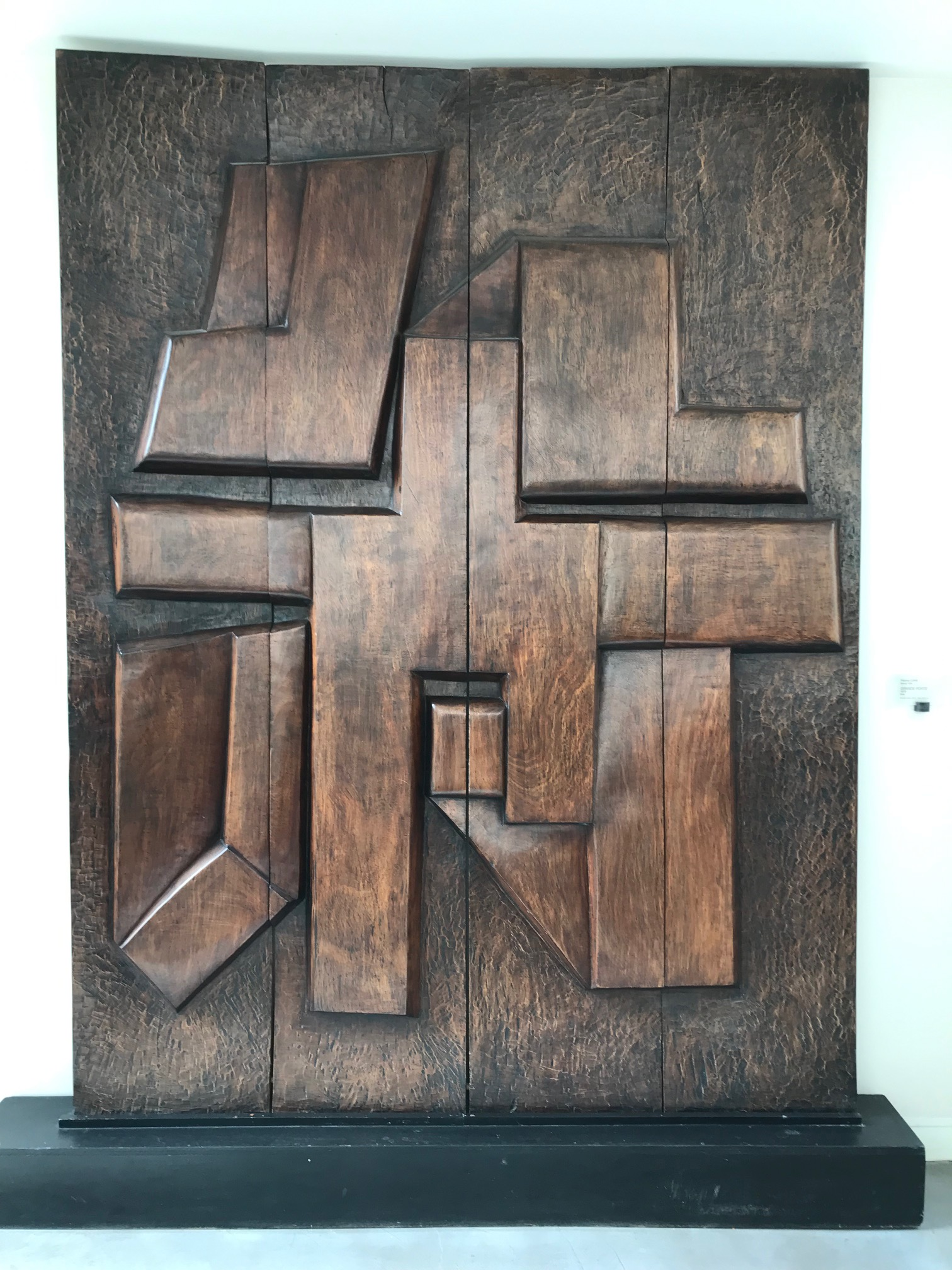
Grande porte, 1979, bois, musée d'art et d'histoire de Meudon

Alors que, dans les années 1980, son œuvre a un caractère « hiératique et architecturé » avec des sculptures comme Les Arbres ou Guizeh, elle la fait évoluer dans les années 1990 vers un style plus déséquilibré (Couple ailé en 1992, Envol III en 1999). Elle varie les formes artistiques, les supports et les matériaux, travaillant sur des bijoux, des thangka ou des collages. Elle réalise aussi une série de sculpture Campanile.
Ces sculptures font le lien entre deux états : le fermé et l'ouvert, l'ombre et la lumière, l'équilibre et le déséquilibre.

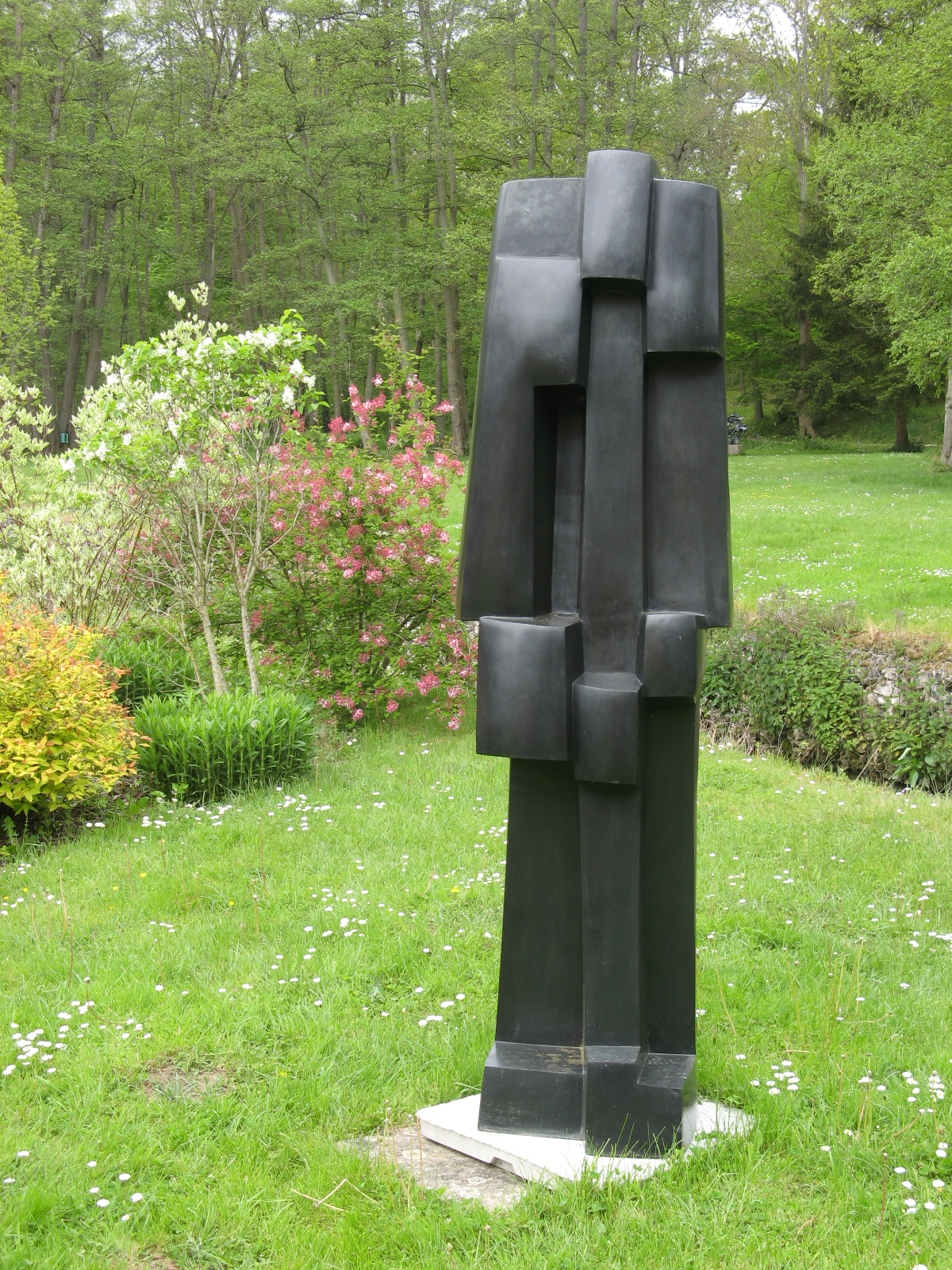
Le Voyageur.
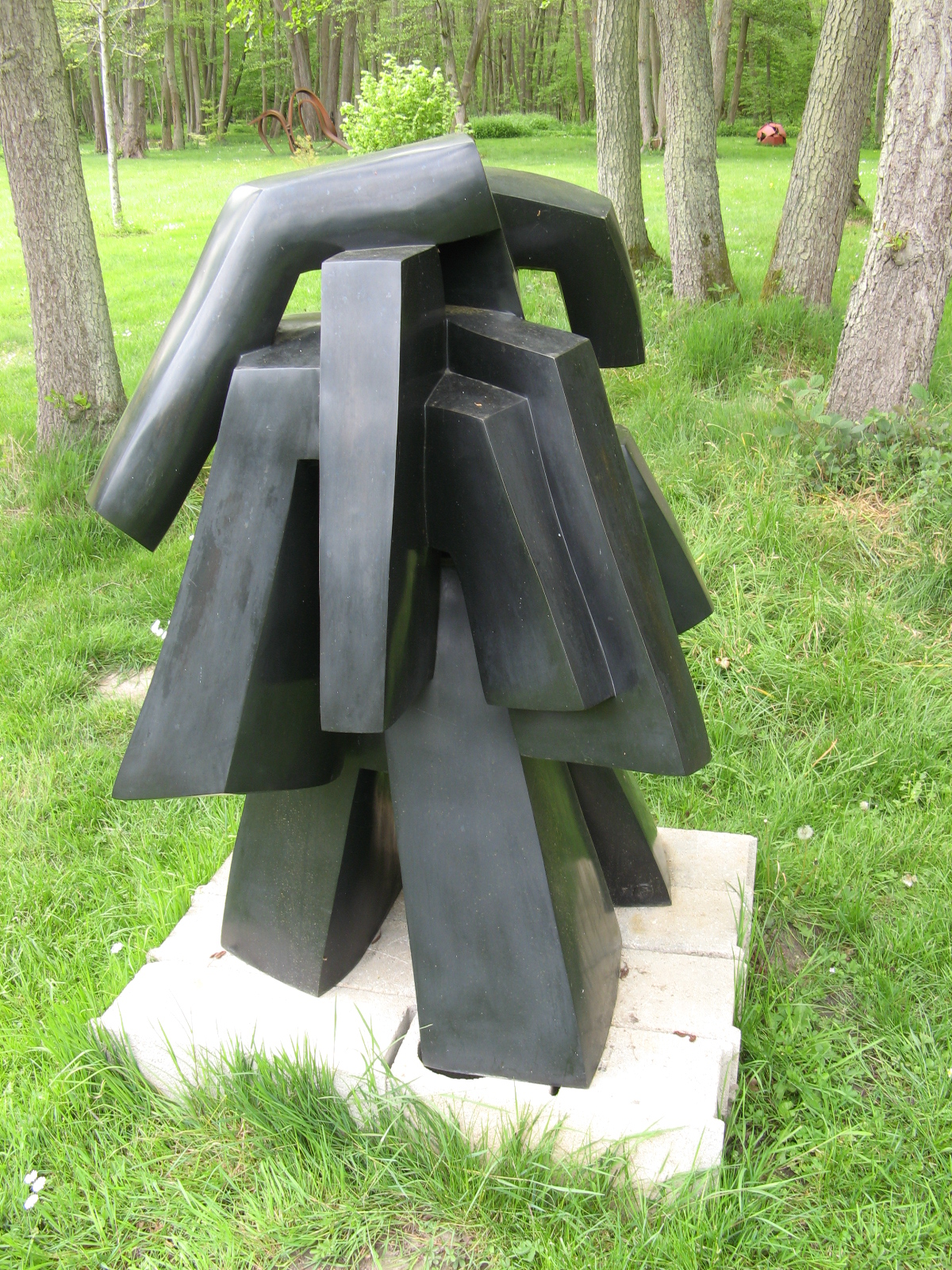
Arbre Shivesque.

### Archives
- Fonds : Parvine Curie (1921-2016) [archives écrites, photographiques et audiovisuelles].  Cote : CUR. Paris : Bibliothèque Kandinsky, Centre Pompidou (présentation en ligne).